# 슬라부티치 전투
슬라부티치 전투는 러시아가 우크라이나를 침공하는 동안 체르노빌 제외 구역의 노동자들을 위해 특별히 건설된 슬라부티치시에서 일어난 군사 교전이다. 이 도시는 2022년 3월 러시아군의 공격을 받아 우크라이나 수비군을 몰아냈다.

## 타임라인

### 초기 포위 공격과 인도주의적 위기
러시아군의 체르니히우 포위 공격으로 인해 슬라부티치 시는 2월 말까지 우크라이나 대부분에서 완전히 고립되어 식량과 의약품이 부족해졌다. 도시의 전력 공급이 중단되었다. 우크레네르고 직원이 도시를 다시 연결하기 위해 손상된 전선을 수리한 후 러시아군이 다시 손상을 입혔다.
러시아군은 3월 23일 슬라부티치 인근 우크라이나 검문소에 총격을 가했다. 유리 포미체우 시장은 도시가 포위됐다는 점을 지적하고 주민들에게 떠나려고 하지 말라고 경고했다. 그는 러시아군이 도시를 향해 진군하지 않았지만 근처에 있었다고 말했다. 물품 전달과 인도적 지원은 여전히 어려운 상황이었다. 다음날 슬라부티치의 우크라이나 검문소에 대한 포격은 계속되었고, 포위된 도시 내 상황은 "인도주의적 재앙"으로 묘사되었다. 에네르고아톰은 러시아군이 도시를 습격하려 한다고 경고했다. 3월 25일, 슬라부티치 시의회는 러시아 저격수의 표적이 될 수 있다는 우려로 주민들이 도보나 차량으로 도시를 돌아다니는 것을 금지했다.

### 전투 종료 및 러시아 철수
3월 26일, 러시아군은 포병과 직접적인 탱크 사격으로 우크라이나 영토 방위군 병력을 외곽 검문소에서 몰아낸 후 반대 없이 슬라부티치에 진입했다. 우크라이나 전투기 한 명이 검문소에서 사망했고, 후퇴하던 중 저격병에 의해 세 명이 추가로 사망했다. 시립 병원은 러시아군에 의해 점령되었다. 러시아군이 슬라부티치 시장인 유리 포미체우를 납치했다는 보고가 나왔다. 그는 결국 그날 늦게 도시 광장에서 열린 러시아 침공에 반대하는 항의 집회를 연설하기 위해 제 시간에 석방되었다. 5,000명 이상의 도시 주민들이 평화적인 시위에 참여했으나 러시아군이 군중을 향해 경고 사격과 기절 수류탄을 발사해 최소 1명의 민간인이 부상을 입으면서 시위는 중단됐다. 섬광 수류탄을 피하는 시위자들의 영상이 국제적으로 온라인으로 유포되었다. 민간인이 평화적인 항의 집회를 공격하는 것은 전쟁 범죄일 수 있다.
시위 집회 연설에서 슬라부티치 시장은 러시아군에게 도시 내에 군대나 무기가 없다고 확신하면서 결과적으로 철수해야 한다고 말했다. 그 후, 러시아군은 도심에서 도시 외곽으로 철수했다.
슬라부티치 시장은 러시아군이 도시에서 철수하는 데 동의할 수 있도록 도시에서 무기를 수색하는 것을 허용하는 데 동의했다. 이 과정은 3월 27일에 완료되었고 러시아군은 슬라부티치에서 철수했다. 그 후, 보급품과 인도적 지원이 도시로 유입되고 민간인에게 대피할 기회를 제공하기 위해 인도주의적 회랑이 설치되었다.